# KingsIsle Entertainment
KingsIsle Entertainment, Inc. ist eine Computerspiel-Entwickler-Firma mit Sitz in Austin und Dallas, Texas. Das Unternehmen wurde im Februar 2005 gegründet und beschäftigt momentan über 100 Mitarbeiter, darunter zahlreiche Größen der Branche, wie etwa Tom Hall, den Mitgründer von id Software und ION Storm, und Todd Coleman von Wolfpack Studios und David Nichols, früherer Chief Operating Officer von Midway Games. Offiziell enthüllt wurden das Unternehmen und dessen Ziele und Projekte erstmals im Februar 2008. Zuvor wurden sämtliche Informationen streng vertraulich behandelt. 
KingsIsle selbst beschreibt sich als "Online Entertainment Company" und spezialisiert sich auf Videospiele im MMO-Bereich. Wie in einer Presseerklärung geschrieben wurde, wolle man "Superlativen der Unterhaltung" schaffen.

## Spiele von KingsIsle Entertainment
| Name        | Erscheinungsjahr | Genre  | Plattform |
| ----------- | ---------------- | ------ | --------- |
| Wizard101   | 2008(US/CA)*     | MMORPG | PC        |
| Pirate101   | 2012             | MMORPG | PC        |
| EverClicker |                  | RPG    | Handy     |
| AlphaCat    |                  | RPG    | Handy     |

*2011 in Europa